# Trioxyde de tellure
Le trioxyde de tellure est un composé chimique de formule TeO3. C'est l'anhydride de l'acide tellurique Te(OH)6. Cet oxyde de tellure se présente sous la forme d'un solide cristallisé dans le système trigonal/rhomboédrique et existe sous une forme α jaune-orangée amorphe aux rayons X et une forme β microcristalline grise.
La forme jaune-orangée α résulte de la déshydratation de l'acide tellurique Te(OH)6 de 300 à 320 °C environ. La couleur jaune provient de transfert d'électrons de l'oxygène vers le tellure (transfert de charge). À chaud, c'est un oxydant fort.
La forme grise β est produite à partir d'acide tellurique en tube scellé à 320 °C en présence d'acide sulfurique concentré ; elle est chimiquement très inerte, n'étant par exemple soluble ni dans l'eau, les acides ni même dans les bases chaudes. Les deux formes du trioxyde de tellure se décomposent autour de 400 °C en dioxyde de tellure TeO2 et oxygène O2.